# 蒙克拉博
蒙克拉博（法語：Moncrabeau，法語發音：[mɔ̃kʁabo]）是法国洛特-加龙省的一个市镇，属于内拉克区。

## 地理
蒙克拉博（44°2'2"N, 0°22'14"E）面积49.94 平方千米，位于法国新阿基坦大区洛特-加龍省，该省份为法国西南部内陆省份，北起多爾多涅省，西接吉倫特省和朗德省，南至热尔省，东临塔恩-加龙省和洛特省。
与蒙克拉博接壤的市镇（或旧市镇、城区）包括：孔東、加佐普伊、利加德、弗朗塞斯卡、弗雷舒、拉讷、拉塞尔、梅赞。

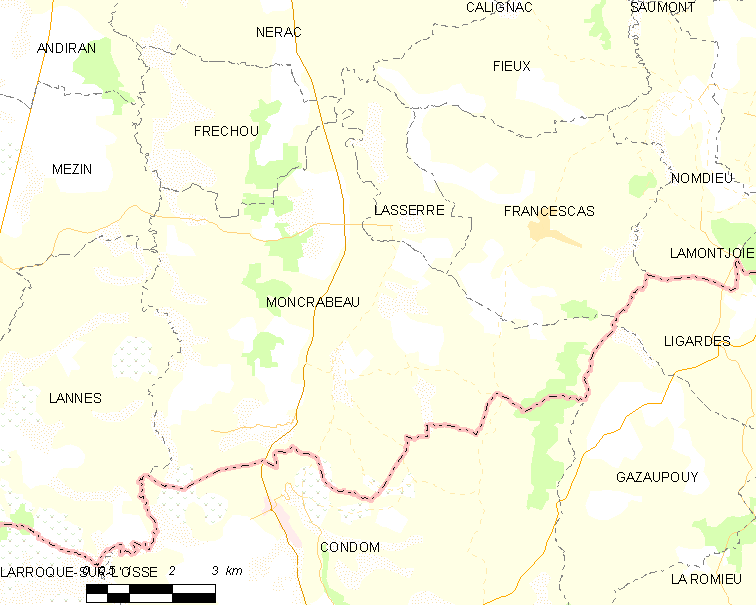
蒙克拉博的OSM定位图

蒙克拉博的时区为UTC+01:00、UTC+02:00（夏令时）。

## 行政
蒙克拉博的邮政编码为47600，INSEE市镇编码为47174。

## 政治
蒙克拉博所属的省级选区为阿尔布雷县。

## 人口

1962-2008年间蒙克拉博人口变化图示

蒙克拉博于2022年1月1日时的人口数量为741人。